# Petite Mairie
La Petite Mairie est un édifice situé au milieu de la place d'Aligre, dans le XIIe arrondissement de Paris en France, en face du marché Beauvau.

## Histoire et description

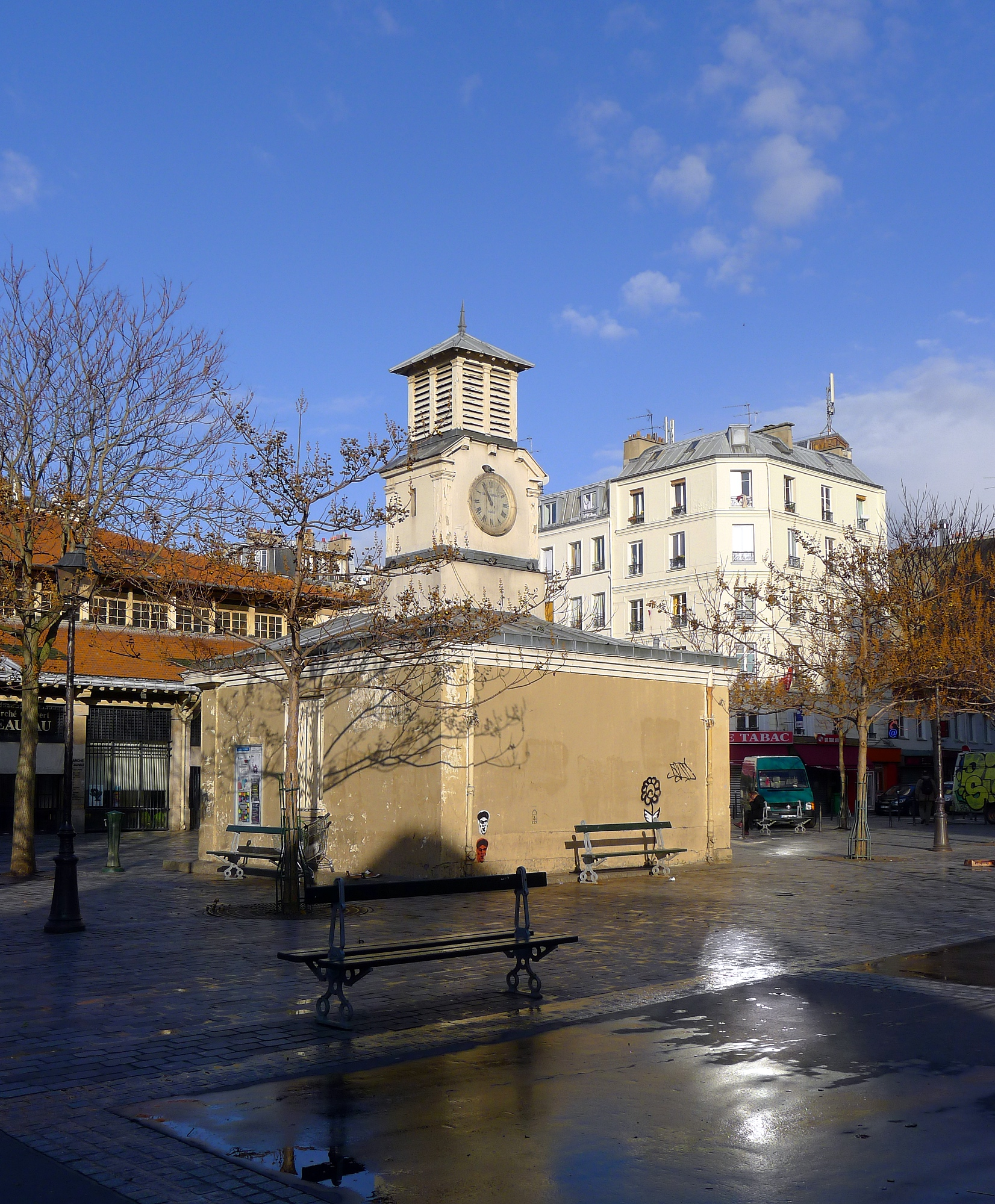
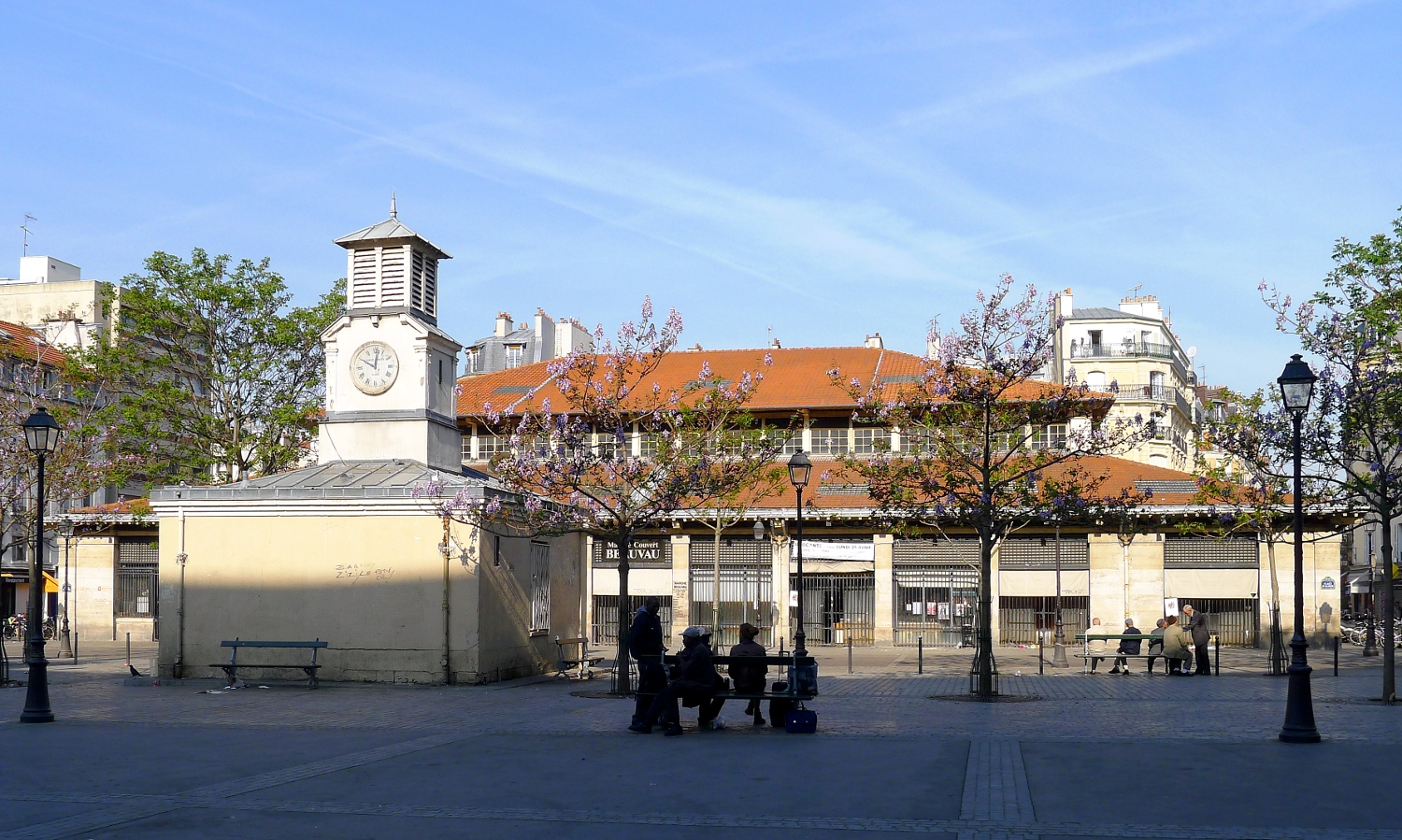

Elle aurait acquis un statut particulier lors de la Commune de Paris, à la suite des revendications des communards du quartier.
Elle abrite aujourd’hui des activités de l’association de la Commune libre d'Aligre (dont elle est le symbole), qui organise différentes manifestations dans le quartier depuis 1955.